# Хърмаяни Джинголд
Хърмаяни Джинголд (на английски: Hermione Gingold) е британска актриса.

## Биография
Хърмаяни Фердинанда Гинголд е родена на 9 декември 1897 година в Карлтън Хил, Майда Вейл, Лондон.  Тя е дъщеря на Джеймс Гинголд, проспериращ еврейски борсов посредник роден в Австрия, и Кейт Франсис (по баща Уолтър). Нейните баба и дядо по бащина линия са британски поданици, родени в Османската империя, Мориц „Морис“ Гинголд, борсов посредник в Лондон, и неговата родена в Австрия съпруга Хермине, на която е кръстена Хърмаяни (Гинголд споменава в автобиографията си, че майка й може да е получила „Хърмаяни“ от пиесата на Шекспир „Зимна приказка“, която тя чете малко преди раждането и). От страна на баща си тя произлиза от Соломон Зулцер, кантор на синагогата и еврейски литургичен композитор във Виена. Джеймс чувства, че религията е нещо, което децата трябва да приемат сами, а Гинголд израства без конкретни религиозни вярвания. 
Посещава сценичното училище на Розина Филипи в Лондон. През 1911 г. тя е избрана за участие в оригиналната продукция „Където свършва дъгата“, която получава много добри отзиви на 21 декември 1911 г. 

### Кариера
Характерният й провлачен, дълбок глас е резултат от възли на гласните й струни, които е развила през 1920-те и началото на 1930-те години на XX век.
След успешна кариера като детска актриса, тя се утвърждава на сцената като възрастна, играейки в комедиен, драматичен и експериментален театър, както и в радио предавания. Тя намиря своята среда в ревюто, което играе от 30-те до 50-те години на XX век, партнирайки си няколко пъти с английската актриса Хърмаяни Бадели. По-късно тя играе страхотни възрастни герои в такива филми и сценични мюзикъли като „Джиджи“ (1958), „Камбана, книга и свещ“ (1958), „Музикалният човек“ (1962) и „Малка нощна музика“ (1973).
От началото на 1950-те години на XX век живее и прави кариера предимно в САЩ. Тя става известен гост в телевизионни токшоута. Прави още изяви в ревюта и турнета в пиеси и мюзикъли, докато инцидент не слага край на изпълнителската й кариера през 1977 г.

### Личен живот
През 1918 г. Джинголд се омъжва за издателя Майкъл Джоузеф, от когото има двама сина, по-малкият от които, Стивън, става пионер на театъра във Великобритания. През 1926 г. се развежда с Джоузеф. По-късно през същата година тя се омъжва за писателя и текстописец Ерик Машвиц, с когото се развежда през 1945 г. 

### Смърт
Хърмионе Джинголд умира от сърдечни проблеми и пневмония в болница Ленъкс Хил в Манхатън на 24 май 1987 г., на възраст 89 години. 

## Избрана филмография
| Година | Филм                  | Оригинално заглавие         | Роля          | Режисьор        |
| ------ | --------------------- | --------------------------- | ------------- | --------------- |
| 1956   | Около света за 80 дни | Around the World in 80 Days | Спортна дама  | Майкъл Андерсън |
| 1958   | Джиджи                | Gigi                        | мадам Алварез | Винсънт Минели  |